# Euagrotis costigera
Euagrotis costigera är en fjärilsart som beskrevs av Walker 1858. Euagrotis costigera ingår i släktet Euagrotis och familjen nattflyn. Inga underarter finns listade i Catalogue of Life.